# Zadariv, Monastîrîska
Zadariv (în ucraineană Задарів) este localitatea de reședință a comunei Zadariv din raionul Monastîrîska, regiunea Ternopil, Ucraina.

## Demografie
Componența lingvistică a localității Zadariv
     Ucraineană (99,74%)
     Alte limbi (0,26%)
Conform recensământului din 2001, majoritatea populației localității Zadariv era vorbitoare de ucraineană (99,74%), existând în minoritate și vorbitori de alte limbi.